# Xanthus en Balius
Xanthus (Oudgrieks: Ξανθός / Xanthós - « blond ») en Balius (Βαλιός / Baliós - « gevlekte ») waren de onsterfelijke, sprekende paarden van de Griekse held Achilles. Ze waren zonen van Zephyrus, de westenwind, en de harpij Podarge. Podarge stond ooit te grazen in paardachtige gedaante aan de oevers van de Oceaan, toen ze bevrucht werd door Zephyrus. Hera begiftigde de paarden met het vermogen om te spreken. Xanthus en Balius werden geschonken aan Peleus, de vader van Achilles, als huwelijksgeschenken.
Toen Patroclus in de Trojaanse Oorlog de wapenuitrusting van Achilles mocht aandoen om te gaan strijden, kreeg hij ook Xanthus en Balius mee. Op het slagveld werd Patroclus verslagen en gedood door de Trojaanse held en prins Hector. Vervolgens barstten de wonderlijke paarden in tranen uit. Ze reageerden niet meer op de aansporingen van Automedon, Achilles' wagenmenner, en waren niet meer in staat om terug te keren naar het Griekse kamp. Zeus kreeg medelijden met hen en zorgde ervoor dat Xanthus en Balius terugkeerden naar het kamp.
Toen Achilles zich wat later klaarmaakte voor de strijd, verweet hij Xanthus en Balius dat ze zijn vriend en strijdmakker Patroclus niet levend hadden teruggebracht. Xanthus antwoordde daarop dat ze zelf Achilles deze keer nog zouden kunnen terugbrengen, maar dat hij korte tijd later toch zou sterven. Dit waren Xanthus' laatste woorden, aangezien de Erinyen hem het zwijgen oplegden. Achilles antwoordde dat hij wist dat hij spoedig ging sterven, maar dat dit hem niet weerhield om het heetst van de strijd op te zoeken.